# Apports à la philosophie : De l'avenance
Pour des articles plus généraux, voir Martin Heidegger et La philosophie de Martin Heidegger.
Apports à la philosophie : De l'avenance (en allemand, Beiträge zur Philosophie (Vom Ereignis), numéro 65 de la « Gesamtausgabe ») est un ouvrage considéré avec Être et Temps comme l'un des deux livres majeurs du philosophe Martin Heidegger. Paru en Allemagne en 1989, il avait été composé et scellé avec d'autres, dénommés globalement les « Traités impubliés », dans les années 1936-1940 pour être, selon la volonté expresse de leur auteur, livrés au public seulement 50 ans après leur composition.
La traduction française, réalisée par François Fédier, est publiée avec retard en octobre 2013, chez Gallimard sous le titre Apports à la Philosophie (De l'avenance) ; elle ne fait pas l'unanimité. 

## L'historique et les principales articulations
Les Apports à la philosophie inaugurent la série des « Traités impubliés », et seront suivis de quatre autres traités : Méditation, Sur le commencement, L'Ereignis, Les Passerelles du commencement. Ces traités cherchent la voie d'une pensée vers un nouveau commencement. Avec ces ouvrages « retenus » (cachés) une cinquantaine d'années, c'est sous un jour entièrement neuf que se montrent, avec leur publication, les livres et conférences qui ont suivi. Après leur publication tardive en 1989, les Beiträge se révèlent, en effet, être la source occultée de maintes publications ultérieures à commencer par la Lettre sur l'humanisme de 1946-47 et L'Origine de l'œuvre d'art. On peut en dire autant des cours dits historiaux (Anaximandre, Héraclite, Parménide, Platon, Aristote, Hölderlin, etc.) qui trouvent, selon Christian Sommer  leur « clé interprétative » dans ce texte et notamment dans la deuxième fugue : (Ce qui vient se jouer, das Zuspiel).
L'ouvrage abandonne le mode classique de présentation des essais,. Il commence par un Vorblick, « un coup d’œil général et anticipateur, destiné à plonger immédiatement un regard au cœur de ce qui est » (Einblick in das, was ist), selon une des expressions favorites du philosophe des Conférences de Brême (das Ding, das Ge-stell, die Gefahr, et die Kehre). Heidegger a rédigé le Vorblick ou « regard d'ensemble », ainsi que les six parties principales dans les années 1936-1937. Après ce coup d’œil préalable, le livre se déploie en 281 paragraphes, regroupés en une sextuple « fugue » ou nervures qui ambitionne d'exposer, pour la première fois dans l'histoire de la philosophie, selon l'expression de Gérard Guest : « les tours, accidents et tournures de l'Ereignis ». Gérard Guest pense que le plan éclaté du livre, en forme de fugues musicales, de morceaux de longueurs inégales, vise à donner une idée sensible de l'« éploiement » de cet Ereignis ou « événement » de l' Être,. « Ce qu'il s'agit de faire apparaître à travers l'ajointement de ces six fugues, c'est leur unité, dans la mesure où elles disent le « Même », ce qui explique les nombreuses répétitions des mêmes thématiques, lesquelles sont abordées à chaque fois à partir d'un autre domaine de ce qui est nommé ici Ereignis » écrit Françoise Dastur. En effet, dans cet ouvrage, comme le souligne Gérard Guest la partie la plus importante est le sous-titre Vom Ereignis que l'on doit entendre, dans les trois tournures :  « comme de l’Ereignis », « dans l’Ereignis », « à partir de l’Ereignis ».
Une dernière partie intitulée l' « Estre », rédigée en 1938, a été placée par l'éditeur en fin de volume. L'ouvrage termine par une postface de Friedrich-Wilhelm Von Hermann ainsi que des notes par François Fédier sur les difficultés de la traduction, dont Étienne Pinat, a fait un important commentaire critique en ligne.

## De quoi est-il question dans l’Ereignis ou (Avenance)?
Dans l'esprit d'Heidegger, cet ouvrage correspondrait, à quelque chose qui serait une avancée vers un « autre commencement » de la pensée,  rapporte Françoise Dastur. Dans tous ses travaux antérieurs, y compris avec Être et Temps, il s'agissait pour le philosophe allemand de remonter aux sources de la Métaphysique ; avec les Beiträge, on passerait à autre chose, que Heidegger appelle l'Ereignis, le plus souvent interprété comme l'événement du surgissement de l'Être : « L'Ereignis est certes le Seyn (l'Être), mais non pas comme être déterminé (ou même indéterminé), mais comme principe de la « Wesung », déploiement de son être, qui n'est autre que principe de la phénoménalisation du Seyn », écrit Alexander Schnell,.
Entre le titre de Beiträge zur Philosophie et le sous-titre (Vom Ereignis), c'est-à-dire « de l’événement » ou « à partir de l’événement », c'est plutôt, pour Gérard Guest et pour Françoise Dastur, le sous-titre qui l'emporte en importance. Le terme d'Ereignis serait, selon Françoise Dastur, « le nom le plus propre du rapport entre l'Être et l'homme car il ne fait pas de l'Être un objet ».
Avenance est le terme, très controversé, choisi par François Fédier pour traduire l'allemand Ereignis. Il s'agissait de tenir ensemble les idées d'« événementialité » et d'« appropriement » dans laquelle il est possible d'entendre : par où quoi que ce soit devient proprement ce qu'il est. Par ailleurs Heidegger entendrait dans la racine de Das Ereignis, selon François Fédier, « cela qui fait voir en nous amenant à ouvrir les yeux » autrement dit « ce qui arrive » où l'on retrouve l'idée d'événement. Ce dont il s'agit, plutôt que d'une traduction littérale, de trouver dans la langue d'accueil une expression rassemblant la diversité des sens compris dans la langue originelle. « Proposer avenance c'est dans notre langue saluer ce que ne cesse de faire l'Être : venir jusqu'à nous comme ce qui nous regarde comme rien d'autre ne nous regarde » résume François Fédier.
Il arrive à Heidegger de remplacer Ereignis par l'expression, « il y a être » Es gibt Sein , par quoi il viserait l'événement d'une pure donation. L' Être donnerait  l'étant et se retirerait au profit du « donné ». L’Ereignis resterait caché derrière le voilement inhérent à  « l'être-là » comme « être-au-monde ». Mais parce que l’Ereignis n'est jamais donné au regard, alors que dans l'ombre, il met tout en chemin, permet l'envoi de toute présence dans l'histoire et pourtant se soustrait lui-même, il est aussi Enteignis ce qui ayant accordé ensemble « temps et être » se déproprie (se détache) de lui-même au profit de ses envois, devenant l’Insaisissable selon le résumé qu'en donne Marlène Zarader.
Si l'on suit Gerard Guest  le mot Ereignis, que Heidegger lui-même qualifiait d'intraduisible, doit être entendu, en raison de son étymologie complexe, selon une triple direction de sens à savoir : un premier sens d'événement qui est constamment présupposé dans l'entente immédiate d'Ereignis, un deuxième sens d'ajointement ou d'« appropriement » de l'être humain à l'Être et réciproquement, un troisième sens quasiment topologique que l'on retrouve dans toute une série d'expressions : le là de l'être-là, l'aîtrée de l'être, l'ouvert, l'éclaircie, la maison de l' Être,.
Demeuré l'« impensé » de la Métaphysique, il s'agit, avec l’Ereignis, de penser l'Être comme tel, ou « Estre », selon la graphie de Gérard Guest et de François Fédier ou encore en vieil allemand, Seyn, dans et à partir de l’« événement » lui-même dans sa « dispensation » singulièrement mouvementée. Pour aller plus loin, ce qu'il y a de difficile c'est de se placer face à l’Ereignis comme devant un objet qui se déplace ou se métamorphose et que nous ne dominerions, car nous lui appartenons, nous y sommes plongés, et son histoire, si histoire il y a, est aussi notre histoire. Sur la place éminente qu'occupent les Beiträge dans la pensée de Heidegger on peut se reporter à ce qu'il en dit lui-même dans une note portée en marge de la Lettre sur l'humanisme signale dans sa postface Friedrich-Wilhelm Von Hermann.

## Le Vorblick ou coup d'œil préalable
Heidegger procède dans le Vorblick, à un premier relevé des thèmes qui seront repris sous divers angles et à plusieurs reprises dans le cours de l'ouvrage. Heidegger s'élève tout d'abord contre l'alignement de la philosophie sur la science, réaction  qui le place en rupture avec le projet husserlien d'une philosophie conçue comme « science rigoureuse » note Françoise Dastur. Dès la première phrase du premier paragraphe il est écrit : « Les Beiträge déploient leur questionnement dans le « passage » qui mène à l'autre commencement [...] question qui est comme la basse continue de l'œuvre ». Le premier obstacle, sur ce chemin, serait la pensée historisante, qu'il s'agit d'abandonner. Pour Heidegger au (§.5), la philosophie ne se réduit pas une démonstration de propositions qui supposerait pour être applicable un sujet inchangé . Au (§.6), apparaît pour la première fois le thème de la « tonalité fondamentale », qui se manifeste face au nihilisme contemporain comme « effroi » et « désarroi »,. À noter l'irruption magistrale au (§.7) du thème du « dernier dieu », der Letzte Gott, qui va tenir une place éminente dans la nouvelle configuration de l'Être.
Les (§ 8 à 13) traitent en survol de l'avenance (Ereignis), de la tonalité, de l'historialité et de l'« autre commencement », thèmes qui reviendront à plusieurs reprises dans la suite de l'ouvrage. L'opposition manifestée dès le (§.14) à l'assimilation de la philosophie à une Weltanschauung signale accessoirement que l'ouvrage, même en opposition, est bien de son époque où ce thème était à la mode. De plus c'est aussi ici dans ce survol que Heidegger reconnaît au (§. 41) la difficulté à transcrire et à traduire dans une autre langue des concepts nouveaux comme l'Ereignis et l'« autre commencement ». Face à ces difficultés et contraint à l'usage de paroles ordinaires le philosophe John Sallis note : « Cela peut requérir le moment venu un changement complet du mode de pensée, en restant cependant dans le champ de puissance du même mot ».

## La configuration de l’Ereignis
Dans le corps des Beiträge, Heidegger dessine en pointillé l’Ereignis comme une « articulation » (Fuge), cristallisant en elle six modes différents qui, tous ensemble, forment un édifice par lequel ils reflètent l'« Être » ; chaque Fuge ne se comprend qu'en relation étroite avec les cinq autres.
Les six fugues ne constituent pas différentes figurations d'un même fond commun, ni des moments successifs ; l' Être sans fond « est » et ne « devient pas ». Elles ne sont pas non plus l'exposé factuel d'une structure permanente, mais nous dit Heidegger, des voies d’accès, des chemins vers l’Ereignis,.

### La Résonance,der Anklang
Malgré l'« oubli de l' Être », son retrait et notre délaissement au milieu des « étants », c'est-à-dire à l'époque du nihilisme consommé, quelque chose de l' Être persiste à résonner en nous, comme en « écho », une vibration des choses, qui nous dit que tout n'est pas là, devant, inerte, et sans mystère note Franco Volpi (Martin Heidegger Aportes a la Filosofia). Ce quelque chose vient sur nous obliquement, nous affecter comme une « tonalité fondamentale » qui nous avertit que la surabondance des objets et des sollicitations de tous ordres qui nous assaillent, loin d'être une richesse, est en vérité un signe de pauvreté d'être, un signe du nihilisme. Or, remarque  Gérard Guest, dans le Séminaire Investigations à la limite, « le nihilisme ce n'est pas la destruction de l'étant, c'est lorsque l' Être devant l'afflux de l'étant n'est plus rien pour nous ».
À travers le « Péril »  « retentit [], l'écho des deux tonalités fondamentales de la pensée de l'autre commencement » écrit Hadrien France-Lanord traducteur de la conférence le Péril, Die Gefahr.
Premièrement la tonalité de « l'effroi et de la pudeur devant l'étant » qui commande un mouvement de recul devant la surabondance des choses et aussi un sentiment d'impudeur car tout ce qui peut être fait, est fait ou sera fait ; tout ce qui peut être dévoilé le sera. Effroi et pudeur devant l'étant littéralement cités dans Martin Heidegger .
Deuxièmement, la tonalité du « désarroi », die note, le sentiment d'être laissé sur le quai, de ne plus suivre la cadence de l'évolution, d'être exclu. À noter que pour Heidegger, le pire désarroi est l'absence de désarroi, qui se manifeste dans une curiosité frénétique ou des expériences de vie multiples-Gérard Guest.
Tous ces affects sont, selon Heidegger, des signes du délaissement de l' Être, la manifestation de la « Machenschaft », la conséquence du goût du gigantisme, de l'extension de la calculabilité à tout l'étant y compris la gestion du parc humain thème qui devient ici, pour la première fois, un thème fondamental qui fondera dorénavant toute sa critique de la modernité, de la technique, de l'affairement et de la dictature de la faisabilité, par quoi se manifestent en résumé, la réquisition de l'étant (Cf. Ernst Jünger : Der Arbeiter, auquel Heidegger fait de multiples références), note Jean-François Courtine.
Heidegger souligne le caractère « Originaire » de la « Machenschaft », dont le fond n'a pas encore été sondé, mais qui néanmoins assure sa domination sur tout l'étant y compris ce qui pourrait paraître comme le plus opposé à savoir : le domaine du subjectif et du vécu, l' Erlebnis . Guillaume Faniez, constate « la  « Machenschaft » résonne dans l'Erlebnis, dans le vécu, elle est un « écho » de l'interprétation initiale de l'être dans le contexte de la puissance, du faire ».
Ce thème de la « résonance » inspirera ultérieurement la conférence intitulée L'Époque des conceptions du monde (dans les Chemins qui ne mènent nulle part) remarque Christian Sommer.Les conférences Das Ge-stell, Die Gefahr, Die Kehre du cycle des « conférences de Brême » en 1949 sont également à rapprocher de la première fugue de ce texte.

### Ce qui vient se jouer,das Zuspiel
Cette seconde fugue tourne autour de l'idée qu'à travers certains signes et symptômes, l' Être vient se jouer, dans la manière dont l'étant nous concerne, et cela depuis l'aube de la métaphysique occidentale. L'histoire de ces modalités spécifiques implique tout un travail d'interprétation et d'exégèse auquel Heidegger s'est livré, travail qui nous apprend que toujours  « quelque chose est déjà venu se jouer » à chaque étape de l'histoire de cette Métaphysique, quelque chose est venu se jouer chez Platon, quelque chose est venu se jouer de différent chez Aristote, et d'encore différent chez Descartes, chez Kant et aussi chez Nietzsche. C'est à travers la lecture des grands textes de ces philosophes que nous apprenons les modalités spécifiques à chacun du don de l' Être. Les Beitrage s'inscrivent ainsi dans la continuité du (§ .6) d'Être et Temps pour ce qui concerne la nécessité de la déconstruction de l'histoire de l'ontologie. Par ailleurs, Heidegger a  reconnu que la clef interprétative des cours historiaux publics de cette époque se trouve dans les Beiträge et plus spécialement dans la deuxième fugue.
.

### Le Saut,der Sprung
Le « Tournant » ou Kehre n'est pas l'acte d'une pensée, mais ce qui advient à la pensée, nous apprend le (§ 34). La Kehre aurait concerné déjà Être et Temps, qui ne serait qu'une œuvre de transition témoin du passage de la question directrice en quête de l'être de l'étant ou « étantité » à la question fondamentale adressée à l' Être comme tel, souligne Françoise Dastur. Or, nous explique Heidegger dans la troisième fugue, on ne peut passer, de la première à la seconde question que par un « Saut », Der Sprung, car « aucun chemin ne mène directement de l'être de l'étant à l' Être (Estre) ». L' Être n'est pas expérimentable à volonté, « il ne s'ouvre que dans l'éclair d'instantanéité de l'élan que prend le Dasein pour sauter au cœur de l' Ereignis ». Le Dasein  se fait dans cet ouvrage, « gardien de la vérité de l'être » der Wächter der Wahrheit ,, et « sentinelle du néant ».
Au (§ 133) des Beiträge , Heidegger avance aussi une thèse, étonnante pour la philosophie traditionnelle, à savoir : Das Seyn braucht den Menschen, l'Être (l’Ereignis) a besoin de l'être humain (Être-le-là, le Dasein), afin d'y déployer son être (dans le là du Dasein) et pour y être accueilli et y trouver séjour comme le rapporte Gérard Guest. Cette réciprocité impliquerait que l' Être lui-même soit concerné par la finitude. C'est l'historicité du Dasein qui implique la finitude de l'être — qui ne se révèle que comme vérité historiale, geschichtlich. Paragraphe §134 suivant, Heidegger souligne ce qu'a d'unique l'entre-appartenance entre l' Être et l'« être-le-là » (Dasein), par quoi nous quittons le sol traditionnel de la métaphysique.
Heidegger note au (§ 182) « celui qui jette (c'est-à-dire) le Dasein, est lui-même jeté, amené à son propre par l' Être, et c'est en cela même que consiste le « Tournant » » remarque Françoise Dastur.

### La fondation,die Gründung
« L'espace-temps en tant que le sans-fond Zeit-Raum als der Ab-grund forme la quatrième variation de la cinquième fugue intitulée Grundung, fondation » écrit Françoise Dastur .
Il ne s'agit pas d'un fondement qui ne concernerait que l'étant, mais de donner selon l'expression du Dictionnaire, une « assise » ou une tenue à l'Être en tant qu' Ereignis. « N'étant pas lui-même un étant, mais hors-fond, Da-sein est l'assise de la vérité de l'être en tant qu'Ereignis écrit Heidegger (p.455) ». Le Da-sein, souligne le Dictionnaire, est le site où l' Être est pris en garde soutenu et mis à l'abri comme « Être » (se déployant) et non simplement comme étant.
Heidegger introduit ici la notion de Die Wesung (il y aurait 160 occurrences de cette expression dans l'ouvrage) que Gérard Guest tente de traduire par l'expression contestée, « aîtrée de l'être », signifiant la manière dont l' Être se déploie pour trouver chez les hommes un séjour, et inversement, l'accorder aux hommes en donnant temps, lieu et vérité, dans divers envois de l’Ereignis. Ces adresses constituent « l'aîtrée de l' Être », son séjour dans le langage, dans les œuvres des penseurs, dans les œuvres des artistes, dans les institutions, etc.. Ce rapport entre Seyn l'Être et Dasein est pensé par Heidegger dans les termes d'une rigoureuse co-appartenance. « Le Seyn requiert le Dasein pour pouvoir se déployer en son essence ; et le Dasein appartient nécessairement au Seyn parce que ce n'est que de cette façon qu'il peut lui-même être [...] L'idée que le Da-sein est le fondateur de la vérité signifie que le Da-sein ne crée certes pas le Seyn, mais à défaut du Da-sein, le Seyn ne saurait être « là » ».
Avec le Wesung (l'aîtrée) nous sommes au cœur de l'événement où se joue avec l'ajointement entre les deux pôles, l' Être et le Dasein, les contours de la Lichtung note Franco Volpi (Martin Heidegger Aportes a la Filosofia).
Dans cet « ajointement » est posée la question du séjour et aussi de ceux qui concourent à accueillir et à abriter l' Être dans le langage, la poésie, mais aussi l'art et la musique ; il s'agit bien sûr des penseurs et des poètes qui ont été, mais aussi de ceux qui sont à venir ou qui ont vécu, mais n'ont pas été compris de leur temps.
Christian Sommer, rattache L'Origine de l'œuvre d'art à cette quatrième fugue.

### Ceux qui sont à venir,die Zu-Künftigen
Au  § 133 Heidegger énonce textuellement Das Seyn braucht den Menschen, l' Être (l’Ereignis) a besoin de l'être humain, (Être-le-là, le Dasein), afin d'y déployer son être (dans le là du Dasein) et pour y être accueilli et y trouver séjour, dans le langage, dans les œuvres des penseurs, dans les œuvres des poètes, dans les institutions,.
Des éveilleurs sont nécessaires, c'est aux « penseurs, philosophes, créateurs et poètes » qui, parce qu'ils ont eux-mêmes pris conscience de ce délaissement et expérimenté le désespoir, que revient la tâche de fonder les lieux pour que la vérité de l' Être puisse trouver abri, et ouvrir par là le séjour du dieu , bien sûr les penseurs et les poètes mais c'est aussi le « pouvoir-être » de tout être humain. Ceux là, on les appelle aussi « les fondateurs et les créateurs » en tant qu'ils ont à fonder des lieux pour que la vérité de l' Être puisse trouver abri. Ceux-là ne sont pas tous connus, soit qu'ils aient encore à venir, soit qu'ils aient déjà vécu mais restent encore incompris.
L'homme doit expérimenter la détresse  et la nécessité de se laisser transformer « ceux-là sont ceux qui demeurent dans ce qui est, sans chercher à fuir le réel en imaginant un futur utopique, ni à raser le présent pour fonder un avenir tout autre Cela implique d'exister dans notre époque de « l'absence de détresse » pour ébranler de l'intérieur les apparences toujours superficielles, déstabiliser les certitudes établies ».
Sylvaine Gourdain en précise le processus : « C’est seulement en séjournant dans la vérité de l’ Être que l’homme peut apercevoir le sacré, qui peut alors engendrer le déploiement de la « déité », et celle-ci, lorsqu’elle est éclairée par la « lumière » de l’ Être, peut accueillir le dieu ».

### Le Dieu à l'extrême,Der Letzte Gott
De ce Dieu, l'ouvrage nous dit (p. 403) qu'il est « tout autre par rapport à ceux qui ont été et ne cessent d'avoir été, tout autre, par rapport même au Dieu christique ». Comme le souligne Sylvaine Gourdain « ce Dieu ne relève d'aucun théisme il a pour fonction de figurer l'ouverture de la vérité dans l'inépuisabilité de ses possibilités [...] Le dernier dieu est la figure qui signale cette ouverture, mais seulement fugitvement, par un signe rare, comme en passant im Vorbeigang ». Commentant la page 411, elle  écrit, « le dernier dieu incarne la positivité la plus grande du « retrait » : il est le « commencement » qui se dérobe toujours, et en cela même, il indique la possibilité d'une ouverture au-delà du contexte étroit et étriqué de l'époque de l'illusoire gigantesque [...] il ne se range pas dans les cadres du mode de dévoilement à l'époque de la « Machenschaft » [...]. Le « dernier dieu » renvoyant à l'infinité des possibilités  [...] montre que la vérité de l'être est ouverture si radicale au possible qu'elle en devient quelque chose d'« impossible » [...] elle n'advient, qu'en créant elle-même sa possibilité ».

## La structure mouvementée de l'Ereignis
Déjà, dans Être et temps, l' Être n'était pas apparu comme une structure uniformément lisse, mais comme affectée par des modalités de donation diversifiées telles que le possible, le réel, l'impossible, le conditionnel, etc., c'est à Gerard Guest que l'on doit cette expression de « structure mouvementée ». Depuis l'antiquité la notion d'Être a été travaillée dans quatre directions d'origine aristotélicienne : être et devenir, être et apparence, être et pensée, être et valeur, qui en sont autant de mode de donation. Avec Heidegger la perception de ce mouvement s'étoffe, on parle de retournements, d'inversions de sens, de retournements cycliques, de périodes d'afflux et de reflux, les périodes d'afflux n'étant pas sans péril comme l'ont su les premiers Grecs qui n'ont survécu à la surpuissance de l' Être qu'au prix d'une mutation fondamentale de leur système de pensée à travers l'effondrement de l’Aléthéia. Avec les Beiträge, on parle aussi de retrait, de tournant mais aussi de lutte Gegenschwung, et de danger die Gefhart .

### Le retrait de l' Être
L' Entzug, ou « retrait de l'Être » est omniprésent dans les Beiträge. L' Être n'y est plus conçu par différence avec l'étant et donc séparément de lui. Il s'agit maintenant « de penser l'Être comme différence c'est-à-dire comme fossé qui se creuse entre l'homme et l'Être » écrit Sylvaine Gourdain. La question n'est plus celle que posait Être et Temps, c'est-à-dire celle du dévoilement de l'être dissimulé, mais « de laisser s'approprier l' Être , c'est-à-dire non pas à chercher à l'extraire de sa dissimulation, mais à le montrer dans cette dissimulation même », note Sylvaine Gourdain. Ce retrait nous enseigne que l' Être ne se réduit pas à l'ensemble de ce qui apparaît.
Cette question de l'«oubli de l' Être », qui a formé la trame de toute la méditation heideggerienne depuis Être et Temps, est reprise dans les Beiträge sous un jour entièrement nouveau.
C'est au cœur même de l'Ereignis, de l’événement, « Être », que se situe maintenant comme une retenue, une occultation, un refus de « se dévoiler », dans lequel le Dasein n'apparaîtra que comme très indirectement impliqué, ce dont les Beiträge ambitionneront de rendre compte en tentant une plongée au centre même de gravité de l’événement. Le « retrait de l'être » qui à partir des Beiträge se substitue à l'« oubli de l'être » « n'est plus le résultat d'une déficience ou d'un comportement impropre du Dasein, mais il est un moment constitutif de la « phénoménalité » spécifique à l'Être : il signale que l'être ne s'épuise pas dans l'apparent ni dans la pure effectivité, mais qu'il est dynamique [...] et qu'en cela il échappe toujours à la prise et à la fixation » écrit Sylvaine Gourdain.
La première « fugue » recense quelques manières dont l’« oubli de l’ Être », devenu « retrait de l' Être »  se fait sentir, de nos jours, dans ce que Heidegger appelle une tonalité générale Grundstimmung (rapport originaire et essentiel à l'étant relevant de l'affect, de la Stimmung) tout à l'opposé de l'émerveillement des premiers Grecs devant un étant livré à un affairement multiforme. Le « délaissement de l’ Être » à travers la calculabilité et la marchandisation de tout  espèce d'étant (et notamment de l'être humain) pourrait bien se révéler par ses excès comme une modalité paradoxale de dispensation de l' Être. C'est ce retrait vraiment trop ostensible que la première fugue dépeint comme « résonance » qui peut nous éveiller.
Ce dont il est question à propos du « délaissement de l' Être » c'est aussi cette forme de dispensation qui ne nous a pas épargné ses conséquences les plus terribles avec le nihilisme absolu de la volonté de puissance des totalitarismes du XXe siècle, communisme et nazisme.

### Le tournant
La première apparition publique du concept de Tournant ou Kehre se trouve dans la Lettre sur l'humanisme, rédigée en 1946 et publiée en 1947. Ce texte explique les difficultés rencontrées par Heidegger dans la rédaction d'Être et Temps pour dire de manière satisfaisante l'idée de renversement qu'il avait en tête.
Le paragraphe 255 des Beiträge est consacré à la Khere dans l'Ereignis, selon la rédaction de Hadrien France-Lanord. Cet auteur introduit la notion en prenant comme exemple de kehre, l'auto-interprétation de Heidegger par lui-même qui ne serait pas un simple éclairage rétrospectif mais ressortirait au mouvement le plus intime de la pensée. Elle ne serait pas non plus l'expression d'une volonté mais « un événement qui advient à titre d'histoire de l'être ». Cette « volte » explique que tous les traités des années 1930-1940 soient consacrés à la réinterprétation des concepts essentiels d'Être et Temps.
Pour penser cette pure et libre mobilité de l' Être en ces diverses modalités, aucune exégèse, ni herméneutique, ne nous est d'un quelconque secours car nous sommes dans l'incapacité de nous extraire des figures de la Métaphysique (logique et principe de contradiction, causalité et succession). Dans ces conditions comment penser tout autrement ce que Heidegger appelle l’Ereignis, cet « Il y a » originaire, ce « il y a temps et lieu » pour toute donation d'étant.
Cette extraction ne peut être réalisée qu'au moyen d'un Saut, Der Sprung, au milieu de l'Ereignis, autrement dit d'un autre commencement. Ce saut n'est lui-même possible qu'au bout d'une longue méditation des figures successives de la Métaphysique à partir de son détachement de l'aube grecque jusqu'à l'époque du nihilisme accompli, seule voie susceptible de nous permettre de nous en détacher. Ce saut consiste à prendre acte des « tours » et « détours » de l'idée de « vérité » depuis l'origine, la manière dont l'Être s'y est dissimulé, à repérer ces signes de la «résonance» et de « ce qui vient s'y jouer ».
Ce qui se joue par contre dans cette tentative, c'est le dépassement de la Métaphysique (et non pas son abandon), pour, par sa méditation, la surmonter, et accéder à une pensée de l' Être qui ne soit plus pensée de l'être de l'étant, mais penser l' Être en son pur surgissement. Cette méthode prévaut, par exemple, dans la question qui préoccupe Heidegger au début des années 1930 à savoir : L'Origine de l'œuvre d'art et qui est traitée dans les Beiträge (p. 571 de la traduction). Le dépassement de l'esthétique permet d'accéder à l'œuvre d'art pour la considérer en elle-même en « recueillant la parole pleine de sens qu'elle nous adresse ».
La Kehre ou Tournant représente le mouvement propre à la pensée de l'histoire de l' Être, dans la perspective du passage de la métaphysique à la pensée historiale de l' Être.

### LeGegenschwungou le corps à corps entre Être et homme

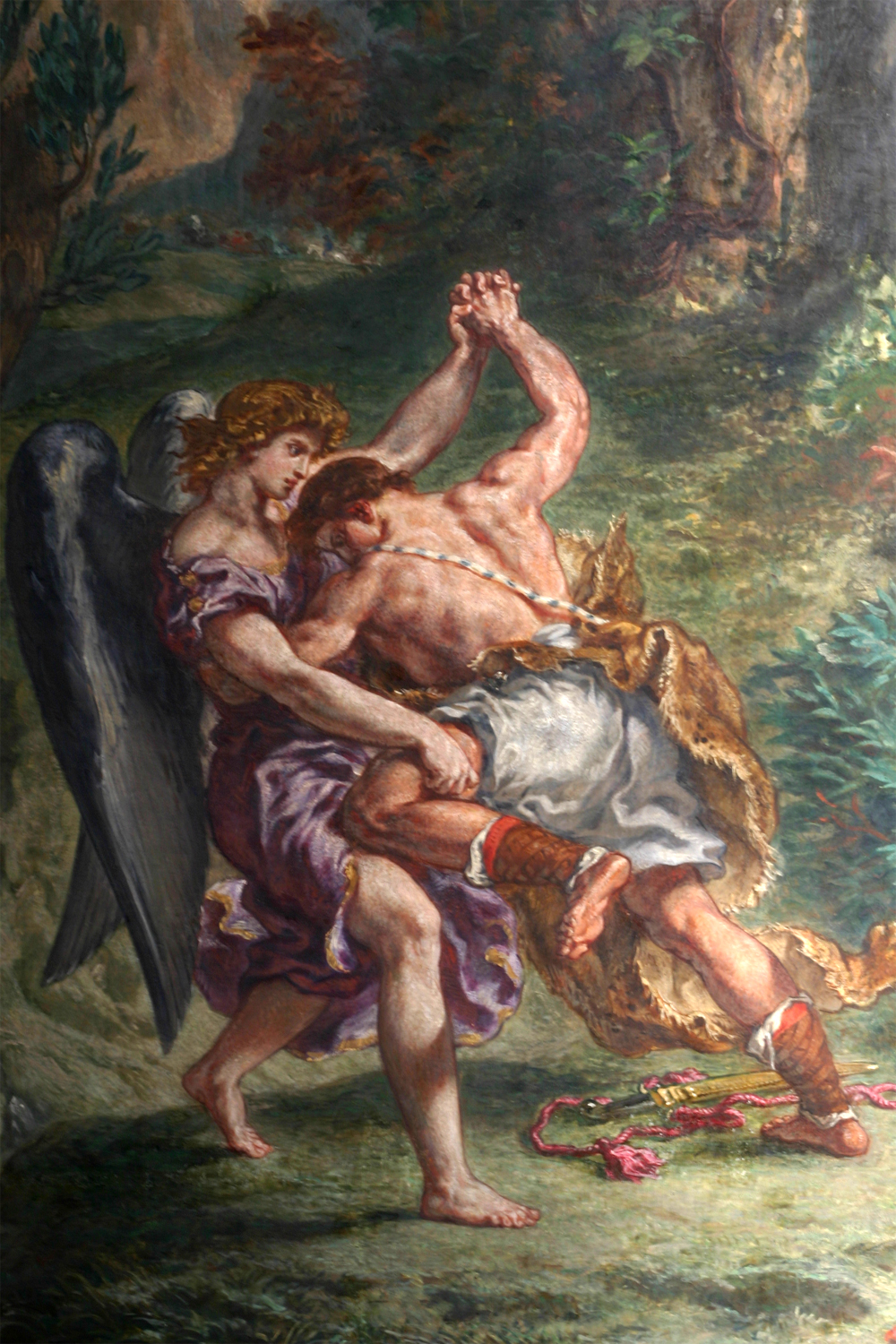
Lutte de Jacob avec l'Ange Eugène Delacroix

Gérard Guest dans sa conférence, décrit ce Gegenschwung qu'il tente de traduire en français par le terme de « contre-battement » entre l' Être et l'homme pour y conserver sa dynamique à la fois de face à face mais aussi de véritable corps à corps pouvant tourner suivant le cas à l'« empoignade » ou à la « jouissance » de l'un par l'autre (devant la beauté de la nature, l’œuvre d'art, la netteté d'un concept pour l'intellectuel).
L'indifférence entre les deux n'est pas de mise, car selon ce que dit Heidegger au §133 des Beiträge, Das Seyn braucht den Menschen, l' Être a besoin de l'homme qui dans son « être-le-là » (de la définition heidegerienne du Dasein) l'accueille, en lui accordant séjour, temps et lieu. De la même manière et c'est en cela que réside le sens de la Gegenschwung, l’ Être requiert l'être humain, il en a besoin pour son usage, pour y établir son séjour dans son logos, sa parole, ses institutions, il en a besoin y compris lorsqu'il se refuse ou se retire comme c'est le cas dans le nihilisme contemporain.
Ce Gegenschwung ou « corps à corps » donne lieu à diverses péripéties, à des accidents, à des violences, à des rencontres terribles ou heureuses et c'est au sein de cette rencontre que doit s'articuler et donner sens ce que Heidegger a appelé den Vorbeigang des letzen Gottes, « la passée du dernier dieu ».
Gérard Guest pousse plus loin la description de l'entrelacement de l' Être et de l'homme, en développant l'analyse du (§.133) où il est dit Das Seyn braucht den Menschen damit es Wese  en faisant du Gegenschwung, un rapport d'entre-appartenance subtilement asymétrique ; l'homme ressortissant quant à son être de l' Être, autrement dit ne pouvant être soi-même en propre, qu'à proportion de l'ouverture de son là à l'Être.

### Le danger en l' Être,die Gefahr
Avec Heidegger, l'Être est sommé de rendre compte des pires excès de l'histoire contemporaine (notamment l'extermination industrielle de l'homme par l'homme). Il s'agit de s'atteler à la tâche de penser ce qui les a rendu possible, écrit Gérard Guest« car le mal ne peut plus être circonscrit à ce qui est moralement mauvais, ni non plus limité à n'être jamais qu'un défaut et un manquement au sein de l'étant ».
Heidegger nous en avertit :

« Mit dem Heilen zumal esrscheint in der Lichtung des Seins das Böse . Avec l'Indemne tout ensemble apparaît dans l'éclaircie de l'Être, le mal »

— Heidegger, Lettre sur L'humanisme, Aubier, page 156
Heidegger aura été le penseur du « danger en l' Être » et celui de la « malignité de l 'Être »  notamment celui qui nous avertit du danger qui gît au cœur de « l'aître de la technique planétaire » qui a d'ores et déjà atteint « l'être humain dans son être même ».

## Thèmes récurrents
Comme tous les ouvrages des années 1930 et 1940, les Beiträge entreprennent  d'abord une réinterprétation des concepts issus d'Être et Temps.

### Le Dasein
Alors que dans Être et Temps, le Dasein a la prééminence dans le processus d'ouverture de l'être, après le « Tournant », on assiste à un renversement total à partir duquel c'est l'homme qui reçoit mandat de l’être, notamment dans les Beiträge. Le « Tournant », désigne ainsi, le mouvement de pensée ou plutôt dans la pensée, qui conduit le philosophe de Être et Temps à sa pensée ultérieure ou, selon la formule ramassée de Thierry Gontier, « le moment où la signification du Dasein comme le là de l'Être prend le pas sur sa signification comme l'« être-là » au sens de l'« être-jeté » ».
Au milieu des années 1930, Heidegger va adopter une nouvelle graphie du terme « Da-sein », qui sera écrit dorénavant avec un trait d'union, marquant un signe d'évolution dans sa compréhension de l'essence humaine. Dans les Beiträge, Heidegger récuse clairement avec les (§ 263 et 264) l'interprétation métaphysique du Dasein comme fondement qui avait pu être faite dans une mauvaise lecture d'Être et Temps. Ce qu'il développe dans la première moitié de la fugue intitulée die Gründung (la fondation), c'est l'idée que le Dasein n'étant pas un étant mais un « hors- fond » ne peut être fondement mais sert d'assise (une tenue) à l'être (p. 455). « Pour que la vérité de l' Être se déploie, il faut braucht qu'elle soit prise en garde et mise à l'abri »,.
Françoise Dastur écrit : « l'être de l'homme n'est plus alors compris de manière transcendantale comme capacité à sortir de soi, et à échapper ainsi à toute caractérisation en termes de substance, mais se définit à partir de la revendication de l' Être, d'un appel de l' Être qu'il s'agit pour lui de recevoir et auquel il a à répondre. Exister pour l'homme ne signifie plus pouvoir projeter l'horizon de compréhensibilité de l' Être, mais renvoie maintenant à une manière d'être dont l'homme n'est pas l'initiateur ».
Sylvaine Gourdain souligne « la tâche du Dasein qui consiste à préserver la dynamique propre de l'Ereignis, c'est-à-dire d'empêcher l'oscillation du sens de se stabiliser et de se figer définitivement ».
L'homme n'est dorénavant plus compris comme le « fondement-jeté » de l'éclaircie mais comme celui qui se tient en elle, dans l'Ereignis et qui lui est redevable de son propre être. Tout cet effort de rupture avec la métaphysique de la subjectivité, remarque Michel Haar, aboutit, selon son expression, « à la figure ténue, minimale, exsangue du mortel ». Le Dasein des débuts, en ce qui lui reste de l'homme métaphysique, s'efface définitivement devant le qualificatif de « mortel » pour être compris sur un pied d'égalité, dans l'unité du « Quadriparti » : « les hommes, les dieux, la terre et le ciel ».
Le  Dasein prend définitivement place, comme articulation, dans la constellation du « Quadriparti », où tous les termes s'entre-appartiennent et qui va constituer la dernière appellation de l' Être. « La relation du Da-sein à l’ Être appartient selon le (§.135) au déploiement de l’ Être die Wesung des Seyns lui-même, ce qui peut aussi se dire ainsi : l’ Être requiert le Da-sein et ne se déploie (west) pas sans cette venue à soi (Ereignung) » .

### L'historialité
Dès le (§.12) Heidegger développe une pensée historiale qu'il distingue de toute pensée historique traditionnelle. L'Être détaché de l'étant possède une « historialité » qui lui est propre et se dévoile comme événement singulier. Comme le souligne Heidegger au (§ .12), la vérité de l'être ne recouvre plus seulement l'« entrée en présence ». Avec les Beiträge apparaît une autre notion de la philosophie. Il ne s'agirait plus d'une science pré-théorique en recherche de fondement à partir d'un Dasein comme dans Être et Temps, ni d'une vision du monde, ou d'un élément du patrimoine historique. Dans l'esprit d'Heidegger, il ne s'agit pas d'acquérir des connaissances historiques sûres, en partant d'un point de vue souverain et apparemment atemporel « mais plutôt de se situer soi-même dans un événement temporel et de se comprendre à partir des contextes historiques ». Celui-là seul qui intériorise sa situation historique, peut connaître ce qu'il était, ce qu'il est, et la nature des possibilités dont il peut s'emparer à l'avenir à partir de son héritage. Ainsi s'interrogeant sur l'être du peuple allemand, Heidegger à l'instar du poète Hölderlin « ne voit pas dans la patrie une idée abstraite et supra-temporelle en soi mais une entité affectée d'un sens originairement  « historial » ».
Heidegger fait le constat au (§. 273) que « l'homme n'a jamais été encore historial » et que l'histoire de l'historiographie a donc toujours été fondamentalement mé-comprise.
Pour Matthias Flatscher, « Heidegger démontre ainsi que ce n'est qu'avec le retour à l'héritage que peut éclore l'« à-venant » (ce qui va advenir), qui ne se raccroche pas aveuglément à ce qui est présent ni ne se laisse penser dans une continuité sans rupture avec le passé [...]. D'une méditation orientée sur l'histoire Heidegger attend qu'elle permette de dépasser l'horizon contemporain de la compréhensibilité ».

### La Machenschaft
Le § 61 de la seconde fugue est consacré au phénomène de la « Machenschaft » , une des notions les plus difficiles et intraduisibles, signifiant en allemand courant :  « machination », « manigance » ou « vilaine manière de procéder », parfois traduit en français par « Dispositif ». Heidegger insiste sur le caractère absolument non péjoratif de cette appellation qui ne veut être qu'un moment de l'histoire de l' Être. C'est la page 165 de l'édition Gallimard de l'Introduction à la métaphysique que se trouve la première occurrence de la notion de « Machenschaft » rappelle Jean-François Courtine. Avec la  Machenschaft  il s'agit de saisir l'essence de notre civilisation technicienne qui s'applique à « résoudre tous les problèmes dans l'affairement de tous les instants [...] affairement qui s'impose comme le nouvel impératif catégorique ». Le mot vise la dimension planétaire de la Technique et aussi l'emprise moderne du Nihilisme. C'est ce que Heidegger a découvert comme détermination de l' Être à une époque - la nôtre - où tout paraît tourner autour du « faire efficace », à rendre tout faisable. Cet empire du « faire » ou de l'« efficacité » n'est plus tant un rapport de l'humain à l'étant qu'une détermination au premier chef de l'être même de cet étant.
Heidegger remonte loin dans le passé en rattachant l'origine de ce phénomène à « ce qui s'annonce dans le mot grec de techné (τέχνη ) ». L'article référencé du Dictionnaire résume en quelques lignes l'histoire des déterminations successives de l'Être « comme autant de préalables à l'installation de l'empire du « se-faire » ». Heidegger retrace dans ce paragraphe comment à partir de la phusis, en passant par l'idée de présence constante (la substance), puis l'entéléchie, enfin le statut de l'objet, le poids de la « fabricabilité » devient dans la prise en compte de l'être, l'essence de l'étantité dans la pensée des temps nouveaux.
Il fait de la Machenschaft, qui se dérobe comme telle, quelque chose qui domine souverainement la destinée de l'Être dans ce qui a été l'histoire de la philosophie occidentale de Platon à Nietzsche. L'idée chrétienne de création qui renforce le rapport cause-effet conforte le mouvement, l'ens devient ens creatum (p.127). Ce qu'Heidegger a pensé sous le terme de Machenschaft dans les années 1935 est le même de ce qu'il viendra à penser plus tard sous le terme de Gestell.
La Machenschaft  est « l'empire du tout », « l'empire du se faire », de « l'efficience et de la fabrication » qui concerne la vérité de l'étant en son entier. « Tous les éléments du réel ressemblent à un immense mécanisme dont chaque élément de la réalité n’est plus qu’un rouage parmi d’autres. La réalité du monde technique contemporain, c’est cette immense machinerie » écrit Étienne Pinat. La Machenschaft  se manifeste par le goût du gigantisme, l'extension de la calculabilité à tout l'étant y compris la gestion du parc humain, constitué en pur et simple fonds disponible ,.

## Thèses remarquables

### L'autre commencement
« La nécessité d'un nouveau commencement de la philosophie ne peut être comprise qu'à partir de l'arrière-plan que forme la critique heideggerienne de la modernité » écrit Nikola Mirkovic. Heidegger use le plus souvent de l'expression « autre commencement » Der andere Anfang, cet « autre commencement » ne viendrait pas s'opposer à un premier car le commencement est singulier. L'« autre commencement » n'est qu"une autre manière de penser le commencement souligne Heidegger au (§ . 1) des Beiträge. Heidegger écrit « revenir au premier commencement, ce n'est cependant pas se remettre dans quelque chose de passé, comme si l'on pouvait faire que le passé redevienne réel au sens courant du terme. Revenir au premier commencement, c'est plutôt s'éloigner de lui, aller occuper cette position d'éloignement nécessaire pour éprouver ce qui a commencé dans ce commencement en tant que tel,. Nous sommes dans l'entre-deux.
En fait, nous restons toujours trop proches du commencement, et ceci d'une manière captieuse, dans la mesure où nous sommes encore obnubilés par tout ce qui a été pensé par la suite; raison pour laquelle notre regard demeure affecté et fasciné par le cercle que forme la question traditionnelle : qu'est-ce que l'étant ? autrement dit : nous restons prisonniers de la métaphysique sous toutes ses formes ». Dans les Beiträge, Heidegger invite (p. 17), à se replonger dans l'originaire « car avec l'Être et la vérité de l'Être, il faut toujours et à nouveau être saisi par l'emprise de l'initial ». La question du « passage » de la Métaphysique à l'« autre commencement » devenu dans les années 1930, le fil conducteur de son œuvre « constitue la basse continue des Beiträge ».

### Le dernier dieu
Avec la théophanie du passage du dernier dieu « au lieu de prendre congé des mythes et des mystifications, Heidegger en promulgue de nouveaux » remarque Günter Figal.

#### Approche
« L'interview donnée par Heidegger au journal Der Spiegel, réalisée en 1966, nous renseigne sur le rôle central que tient la pensée du « dernier dieu » pour la pensée tardive de Heidegger » écrit Günter Figal,.
Les Beiträge consacrent, à la figure du « dernier dieu », une septième  section intitulée  « le dieu à l'extrême », selon la traduction de François Fédier, de l'expression, der Letzte Gott et parfois par d'autres, « dieu à venir »  der kommende Gott  dont il est dit (p. 403), qu'il est « le tout autre par rapport à ceux qui ont été et ne cessent d'avoir été, tout autre, par rapport même au Dieu christique ». Dans les années 1930, la rencontre de l'œuvre de Hölderlin aurait été ressentie, selon un de ces étudiants, Hans-Georg Gadamer, comme un véritable tremblement de terre, alors que faisant suite à une décennie fortement théologique, l'analytique du Dasein dans Être et Temps apparaissait comme parfaitement athée. Après ladite rencontre on aurait entendu le philosophe parler pour la première fois du ciel et de la terre, des mortels et des immortels, et aussi de leur conflit. Jusqu'à la publication des Beiträge, le divin et les dieux, n'interviennent que comme médiateurs dans la Lettre sur l'humanisme.
On reverra ces derniers, comme quatrième partenaire, sous l'appellation de sacré ou d'immortels dans la conférence consacrée à L'Origine de l'œuvre d'art, accompagnant les hommes, le ciel et la terre, dans une configuration « quadripartite » de l'être qui devient, à partir de ce moment, l'intuition fondamentale de Heidegger note Jean-François Mattéi. L'expression quasiment intraduisible de Ereignis développe, exprime cette nouvelle constellation de puissances, intimement liées et dépendantes les unes des autres. Dans le jeu tourmenté de l Être qui se déploie dans les Beiträge, dans la « sextuple fugue » selon l'expression de Gerard Guest, le dieu, « comme sixième figuration de l'Ereignis », devient indispensable à l’équilibre du tout,.
Pour Pascal David, il est plutôt question ici de la dimension du divin (c'est-à-dire du sauf, de la plénitude, de l'indemne). « Heidegger a pu parler de la plénitude cachée de ce qui a été et qui, ainsi rassemblé est : du divin chez les Grecs, chez les prophètes juifs, dans la prédication de Jésus »  en tant que ce divin accompagne nécessairement, créateurs et poètes dans l'installation et la configuration du monde sur terre et au ciel.
Sylvaine Gourdain, tire de sa lecture d'un (§ 256) de la (p. 416) :« le dernier dieu incarne la positivité la plus grande du « retrait » : il est le « commencement » qui se dérobe toujours, et en cela même, il indique la possibilité d'une ouverture au-delà du contexte étroit et étriqué de l'époque de l'illusoire gigantesque [...] il ne se range pas dans les cadres du mode de dévoilement à l'époque de la « Machenschaft » [...]. Le dernier dieu renvoyant à l'infinité des possibilités [...] montre que la vérité de l'être est ouverture si radicale au possible qu'elle en devient quelque chose d'« impossible », pour reprendre le terme de Derrida  [...] elle n'advient, qu'en créant elle-même sa possibilité ».
Les commentateurs des Beiträge insistent différemment, soit sur la fugacité du passage, sous le signe de la « passée », soit sous le signe apparemment plus classique du phénomène de l'« attente » du dieu à venir, de l'éternel « à venir ». « L’attente du dieu se double de celle de l’ Être, qui doit attendre que l’homme soit prêt à effectuer le « saut » dans la vérité pour pouvoir la fonder ». L’ambiguïté de cette figure du « dernier dieu » qui ne dit rien quant à son essence, contrairement à celle de Nietzsche, autorise deux interprétations approximatives :
1. Dans son interprétation des Beiträge l'expression de « dernier dieu », est transposée par Gérard Guest, dans l'expression tout aussi complexe de « la passée du dernier dieu » (Vorbeigang des letzen Gottes)[95], « dernier dieu » qui ne fait référence à aucun des dieux connus et certainement pas, comme il est précisé, au Dieu chrétien.
2. L'interprétation de Pascal David dans sa contribution « le Dieu en fin ; Le Dieu enfin », à comprendre moins dans le sens d'un dieu attendu que dans celui d'un dieu qui nous attend[96].

#### Les dieux enfuis
Heidegger a développé la théologie du « dernier dieu » à partir du thème de la fuite des anciens dieux, die entflohenen Götter, qu'il a puisé dans l'œuvre du poète Hölderlin, dans une époque où la plainte sur l'« absence » ou le retrait des dieux, qui précède ou accompagne on ne sait le retrait de l' Être, est devenue une plainte universelle, entraînant de ce fait une rupture d'équilibre dans la simplicité du « Quadriparti » et sans doute l'entrée du Monde en nihilisme.
« C'est justement cette « absence » des dieux (enfuis) qui, au-delà de la mort nietzschéenne de Dieu, conduit à l'expérience du sacré [...]. Les dieux enfuis sont ainsi absence et présence de leur absence ; ils préparent la nouvelle venue de Dieu, le « Dieu à venir » » résume Michel Dion. Le problème n'est plus le statut ontologique du dieu qui n'est plus ni créateur, ni fondateur, mais le lieu et le comment de la possibilité de son séjour. On trouve dans la contribution  de Günter Figal intitulée « L'oubli de Dieu » une importante analyse du rôle philosophique attribuée par Heidegger à ces « dieux enfuis ». « Vouloir rayer la théologie de la pensée tardive de Heidegger reviendrait à vouloir la dépouiller de son centre ».

#### L'évanescence du dieu
Sur l'identité du divin, Heidegger tient un discours relativement flou. Tantôt il déplore l'absence de Dieu, tantôt il parle de « dieux enfuis ». L'évocation du singulier et du pluriel ne serait pas contradictoire car selon Heidegger (p. 437) : « parler des « dieux » ne veut pas dire [...] une multitude par opposition à un seul, mais cela désigne l’indécision concernant l’être des dieux, le fait de ne pas savoir s’il s’agit de l’être d’Un seul ou de Plusieurs ». D'autre part, dans cette même page, Heidegger dénie explicitement l'être aux dieux, en fait comme le remarque Sylvaine Gourdain « le dieu n’est ni étant, ni non-étant, mais on ne peut pas non plus l’assimiler à l’être ». Sylvaine Gourdain rajoute à ces difficultés, les problèmes découlant de la multiplicité des termes utilisés faisant référence à la notion de « divin » : das Göttliche, die Gottheit, die Göttlichkeit, etc. présentent beaucoup de difficultés pour leur transposition en français.

#### Nécessité du dieu
« Heidegger attribue au dieu une fonction « déictique » fondamentale, par laquelle celui-ci manifeste l’avènement de l’ Être en sa vérité. La figure-signal du dieu consacre l’événement de la configuration de l’Être en lui offrant « l’éclat de la déité » (der Glanz der Gottheit), c’est-à-dire le signe éclatant, que, dans l’impuissance du don, elle ne pouvait se conférer à elle-même. Loin d’être un intrus inutile et superflu, la figure du dieu transfigure la configuration de l’Être » écrit Sylvaine Gourdain.
Que le « dieu » soit indispensable au déploiement de l'Être en sa vérité entraîne pour Heidegger trois conséquences :
1. Dieu et l'Être ne sont pas identiques même si « l'expérience du dieu ne peut avoir lieu en dehors de la dimension de l'Être »[100].
2. Dieu n'est plus ni le centre, ni le fondement, ni l'étant suprême. « La théologie, comme « nomination de Dieu » n'est nullement sans présupposition […], elle présuppose l'horizon de l' « indemne », de l'éclaircie à partir de laquelle toutes choses peuvent seulement s'annoncer et apparaître » souligne Françoise Dastur[101].
3. Ce dieu a un caractère fugace car il possède une dimension historiale (il dépend de l'histoire de l'Être et en ce sens souffre de son « oubli »), die Seinsverlassenheit.

Si bien que l'« attente » de ce dieu insaisissable, qui n'est pas encore là, est la situation ordinaire de la figure divine dans la mesure où l'« attente » est une autre forme de présence à laquelle le penseur accorde une très grande importance.

#### Le dieu fugace dela passée du dernier dieu
Constatant l'impuissance de l'Être à retenir le dieu, Sylvaine Gourdain rapporte la réponse que donne Heidegger dans les Hymnes d'Höderlin :
« le passage est justement le propre de la présence des dieux, l'évanescence d'un signe à peine perceptible qui, à l'instant infinitésimal de son passage, peut offrir la somme de toutes les béatitudes et de toutes les épouvantes ».
Pour Gérard Guest dans sa traduction et son commentaire du §7 des Beiträge zur Philosophie, ces dieux qui ne sont plus là, ou pas encore là, nous se savons pas, en raison de leur éloignement, s'ils nous fuient ou s'ils se rapprochent de nous et à quelle vitesse, mais ce que Heidegger nous apprend c'est que leur absence est aussi une présence et que c'est peut-être cela seul que nous devons espérer et cela seul qui constitue une parousie bien comprise. Les dieux passés sont passés, et nous n'avons que leur ombre ; d'autres dieux passent sans doute, mais, dans nos affairements, nous ne sommes pas en état de les voir. Nietzsche s'interrogeait déjà sur l'absence de nouveaux dieux depuis deux mille ans, peut-être simplement ne les distinguaient-ils pas. Pour Heidegger, c'est à partir du sacré, du « sauf »  ou de l'indemne que le dieu peut, peut-être, être abordé.
C'est cette incapacité que Heidegger qualifie de désarroi du délaissement, désarroi d'autant plus profond qu'il ne se sait pas désarroi.

#### Le dieu en fin, le dieu qui nous attend
Avec l'interprétation de Pascal David, la question se retourne : non pas comment saisir au passage le dernier dieu, mais comment nous laisser saisir en « sa manière à lui de cligner et clignoter, de nous faire de l'œil, de nous guigner et de nous faire signe ». Il n'est pour l'homme, s'il le peut, que de décoller de sa subjectivité, se détacher du sujet, et aussi de tout espoir de consolation.
Les dieux qui furent et qui n'ont plus cessé d'être des dieux fuyants (Die Gewesenen) sont définitivement remplacés par le « Tout Autre », la caresse de leur présence durerait-elle encore. Le dernier dieu de Heidegger est le « Tout Autre et tout Autrement » .

#### Montée de l'homme chute du dieu
Ce dieu n'étant plus, ni celui de la théologie dogmatique, ni celui de la « Causa sui » de la Métaphysique, on doit s’interroger sur son mode de présence et son rôle dans la constellation quadripartite au sein de la structure mouvementée de l’Ereignis ,. Finalement le dieu de Heidegger « n’est pas un dieu qui se révèle, mais qui révèle quelque chose d’extérieur à lui qui doit être révélé, l’Être ».
« Alors que le dieu est lié à l’Être par le besoin impérieux de ce qui seul engendre la possibilité de son épiphanie et conditionne son existence, l’homme se comprend en une relation de réciprocité essentielle avec l’Être, comme le montre cette phrase de Heidegger :  L’Être a besoin de l’homme pour se déployer, et l’homme appartient à l’Être pour pouvoir accomplir sa détermination extérieure en tant qu’être-là.[...] les relations entre homme et dieu ne sont pas simplement inversées par rapport à la pensée traditionnelle [...] Le dieu se situe dans une relation de dépendance par rapport à l'Être qu’il n’est pas, alors que l’homme est l’Être lui-même en tant qu’« être-là » » écrit Sylvaine Gourdain. Si homme et Être sont inséparables et co-originaires, le dieu n’est qu’une modalité possible mais non nécessaire de l’Être. Dans cette configuration ce qu'apporte le dieu qui y est invité, est ainsi défini ; il confère de par « son entrée dans la maison de l'Être l'éclat qui lui manquait ».

### La tonalité fondamentale
Il y a dans le concept de tonalité fondamentale l'idée d'une puissance souterraine, quelque chose comme une musique de fond, qui n'a rien à voir avec un sentiment subjectif et fugace, puissance qui nous précède ne cesse de résonner dans la détermination de l'être humain comme être-au-monde.
En tant qu'être-au-monde le Dasein est toujours accordé à une tonalité qui le traverse de part en part [...] donnant à entendre la voix de l'être et donnant le ton à une manière d'être,.
Ce concept de tonalité fondamentale (Grundstimmung ) est à comprendre au sens fort comme une tonalité qui fonde. « Les tonalités sont l'élément de puissance qui traverse et englobe tout, ils s'abattent d'un même coup sur nous et sur les choses » écrit Heidegger cité par Paul Slama.« La Grundstimmung  originaire, fondatrice, l'est du rapport à l'étant en totalité [...] elle est condition de possibilité [...], elle est ouvrante ». « La tonalité qui ouvre co-originalement un monde et l'étant que nous sommes à nous-mêmes rend possible la rencontre de ce monde »,. Conceptuellement, la tonalité fondamentale est « antérieure à la division qui oppose le sujet et l'objet, une tonalité fondamentale ouvre d'emblée le monde en son entier et le domaine à l'intérieur duquel se distinguera le subjectif de l'objectif », écrit Florence Nicolas.
« Le premier commencement de la philosophie et l'« autre commencement » sont caractérisés par des tonalités, des Grundstimmung, contraires », remarque Nikola Mirkovic . Si l'étonnement et l'émerveillement furent les tonalités fondamentales ayant porté la toute jeune philosophie grecque, la philosophie finissante ayant de nos jours épuisé les possibilités dont elle était porteuse a désormais à affronter l'« ennui » et l'« effroi ». À la question de savoir quelle « tonalité fondamentale » permettrait de favoriser le passage à un autre commencement, les Beiträge répondent d'une « manière balancée, comment entre les tonalités directrices que sont l'« effroi » et la « pudeur » peut poindre la tonalité fondamentale de la retenue, une retenue approchant le secret que demeure pour nous, par delà toute ontologie, l'Ereignis ». « La « retenue » est le style de la pensée en transition vers l'autre commencement ». Définie (p. 53 de la traduction, comme fondement du Souci), la retenue n'en est pas pour autant un fondement plus profond du Dasein,.
« Heidegger insiste sur le fait que la tonalité fondamentale de la pensée à venir ne peut être désignée par un seul terme et qu'elle renvoie à une multiplicité de tonalités [...] la retenue n'est elle-même que le milieu de deux autres Stimmungen qui sont l'effroi et la pudeur [...] qui correspond à la nécessité de taire l'être et de le laisser se déployer comme  Ereignis ».

### La fissuration de l'Être
Dès le (§.3) apparaît, dans la pensée des Beiträge, la notion obscure mais essentielle de « fissuration de l'Être », la Zerklüftung des Seyns ou selon la traduction de François Fédier et de Jean-François Mattéi (d'écartèlement). « La fissuration de l'Être est une donnée incontournable pour la pensée de l'« autre commencement » ». Le saut dans l'Être (dans l'autre commencement « fait surgir l'abîme de la fissuration »). À la suite d'Hölderlin l'épreuve de la vérité de l'être fait découvrir à Heidegger, au-delà de l'horizon métaphysique, une première tétrade : les quatre puissances originaires de la terre et du ciel, des divins et des mortels. Jean-François Mattéi rapproche cette tétrade de celle découverte par Heidegger dans son séminaire sur Aristote, correspondant à quatre nouvelles déterminations métaphysiques rapportées non plus à l'Être mais à la « Nature » à savoir : devoir-être, être et devenir, être et apparence, être et penser. On peut voir une correspondance entre les deux tétrades : le devoir avec le ciel, l'apparence ou l'art avec les dieux, le devenir et l'histoire des hommes, la pensée et la terre, ce qui autoriserait à conclure « la quadrature de l'étant prend naissance dans l'écartèlement de l'Être ».
Claudia Serban résume : « La pensée de la fissuration se tient entre deux pôles de tensions, d'un côté, le partage traditionnel des modalités de l'être, et de l'autre le saut dans l'Être comme événement Ereignis ». À ces deux dimensions, Heidegger en ajoute une troisième « le besoin du dieu ».
Par ailleurs, Claudia Serban nous invite à ne pas confondre les jalons de la fissuration avec les déterminations ontiques ou catégoriales de l'étant (possibilité, effectivité et nécessité) (fragments 156-159), il s'agit de la penser « en amont de la détermination de l'Être comme Ousia pour autant qu'elle correspond à l'expérience de l'Être sur le mode du refus, et non pas comme substance ou présence subsistante ».
Pour Jean-François Mattéi, la première des fissurations est « la scission originaire, qui, par sa connexion intime et sa discession originaire, porte l'histoire, c'est-à-dire, la distinction de l'être et de l'étant ».

## Le caractère ésotérique des Beiträge
Le qualificatif de « pensée ésotérique » a été avancé par plusieurs auteurs dont le français Christian Sommer et les allemands Peter Trawny et Matthias Flatscher tous trois contributeurs au livre collectif consacré à la lecture des Beiträge. Jusqu'à leur publication en 1989, la situation des traités impubliés conforte cette idée d'une double nature de la pensée du philosophe : un enseignement public de cours et conférences qui correspondrait à l'exotérique et une partie retenue ou cachée, les « traités impubliés », qui serait (l'Adyton selon l'expression de Peter Trawny), la partie cachée, le noyau de l'œuvre.
Le livre est dominé par l'idée de « passage », passage d'une pensée métaphysique dite du premier commencement à une pensée autre, un autre commencement possible. « Heidegger comprend sa pensée à partir du passage et de la préparation [...] Ce  penser du « passage » ne constitue pas le point final, mais doit préparer le terrain à l'autre commencement [...] On ne doit pas considérer comme problématique le fait que Heidegger ne puisse pas esquisser parfaitement en quoi consiste l'à-venir ». Toutefois Le « passage » qui comporte un certain type de confrontation avec l'histoire est réservé explicitement à des « élus », résume Matthias Flatscher,.

## Polémiques de traduction
La traduction française des Beiträge chez Gallimard, que l'on doit à François Fédier, fait polémique. Pour certains, elle est désastreuse (Michel Cluot; voir aussi la recension et le jugement critique d’Étienne Pinat) ainsi que pour Christian Sommer. Pour d'autres elle est admirable : « Fédier déploie son talent de traducteur inspiré des vieux poètes français ». Car « qui a dit que lire Heidegger devait être facile ? ». La controverse débute dès le titre qui substitue aux termes littéraux de « Contribution » et d'« Événement », que l'on trouve dans la version anglaise, les termes contestés d' « Apports » et d'« Avenance ». Pascal David[réf. incomplète] donne, à propos du titre, une définition de la philosophie selon Heidegger qui conforte la traduction de François Fédier : « La philosophie porte sur ce qui vient à elle sans venir d'elle, elle porte sur ce qui jusqu'à elle s'apporte, pour autant qu'elle sait s'y montrer réceptive. Cet apport à la philosophie vient de l'être [...]. De l'être qui dans Être et Temps était toujours l'être de l'étant, le questionnement se porte dès lors sur la vérité de l'être, sur l'être lui-même ».